# Menes (ciutat)
Menes (en llatí: Menaenum o Menae, en grec antic: Μέναινον o Μεναί, a les monedes Μέναινος) a l'actualitat Mineo, va ser una ciutat de l'interior de Sicília a uns 25 km a l'oest de Leontins. Era una ciutat dels sículs que segons Diodor de Sicília va fundar el rei Ducetius l'any 459 aC. Uns anys després va traslladar als seus habitants a una nova ciutat que es va dir Palica, a la vora d'un llac sagrat anomenat Llac Palicorum. Palica va ser destruïda després de la mort de Ducetius i probablement els seus antics habitants hi van tornar. L'any 396 aC Dionís el vell la va conquerir juntament amb Morgantina i altres ciutats dels sículs.
No torna a ser esmentada fins al temps de Ciceró que diu que era un municipium. Després en parlen altres autors clàssics. Plini el Vell diu que era ciutat estipendiària (tributària).
Segurament va subsistir al llarg de l'Imperi i de l'edat mitjana i va derivar en la moderna Mineo no lluny del llac volcànic anomenat Lago di Naftia, que probablement és el Palicorum Lacus. No existeixen ruïnes però si s'han trobat nombroses monedes.